# Luís Jardim (músico)
Luís Alberto Figueira Gonçalves Jardim (Madeira, 4 de julho de 1950 – Lisboa, 4 de julho de 2025) foi um percussionista, professor e produtor musical português. Era primo do ex-presidente madeirense Alberto João Jardim.

## Carreira
Luís Jardim estudou em várias escolas do Funchal, como o Externato Nun’Álvares e o Lisbonense. Fez parte dos Demónios Negros nos anos 1960. Foi para Inglaterra estudar Administração Comercial. Em Inglaterra editou sob o pseudónimo de "Rouge", foi entre 1973 e 1977, que Jardim com esta banda chegou a vender cerca de quatro milhões de discos. O último álbum que faz para a CBS é editado em 1981. A sua maneira de tocar e forma de pensar latina introduzem uma onda inovadora na Inglaterra e permite-lhe a abertura de portas para fazer discos e tournées com cantores conhecidos.
Trabalhou, desde finais dos anos 1970, com o conhecido produtor Trevor Horn em discos como The Lexicon Of Love dos ABC, Welcome To The Pleasure Dome dos Frankie Goes To Hollywood, Slave to the Rhythm de Grace Jones' ou "Seal", "Seal II", entre outros, de Seal. Colaborou com os Asia nos discos Arena e Aura. Tom Jones, Leo Sayer, David Bowie e Rolling Stones são exemplos de cantores e bandas com quem Jardim começa a trabalhar em 1969.
Depois de trabalhar com vários artistas, chega a fazer tournées de um ano com Tina Turner, George Michael, Rod Stewart, etc.
Trabalhou com Diana Ross, Mariah Carey, Celine Dion, Elton John, Julio Iglesias, Tom Jones, James Ingram, Al Jarreau, Luther Vandross, Cindy Lauper, Michael Bolton, Darryl Hall, Gloria Estefan, Barry Manilow, Michael Jackson, Katie Melua, Axelle Red, J. Nors Acevedo,  entre outros.

### Portugal
Jardim colaborou com a cantora Ana e com Midus. Produziu discos de Rui Veloso, João Pedro Pais, entre outros.
Fez parte do júri das duas primeiras séries do concurso Ídolos da SIC, foi presidente do júri nos programas da TVI Uma Canção Para Ti e, presentemente, de A Tua Cara Não Me É Estranha.
| Ano         | Canal | Programa                              | Obs.   |
| ----------- | ----- | ------------------------------------- | ------ |
| 2003 - 2004 | SIC   | Ídolos 1                              | Jurado |
| 2004 - 2005 | SIC   | Ídolos 2                              | Jurado |
| 2008        | TVI   | Uma Canção Para Ti 1                  | Jurado |
| 2009        | TVI   | Uma Canção Para Ti 2                  | Jurado |
| 2009        | TVI   | Uma Canção Para Ti 3                  | Jurado |
| 2011        | TVI   | Uma Canção Para Ti 4                  | Jurado |
| 2012        | TVI   | A Tua Cara Não Me É Estranha 1        | Jurado |
| 2012        | TVI   | A Tua Cara Não Me É Estranha 2        | Jurado |
| 2012        | TVI   | A Tua Cara Não Me É Estranha - Duetos | Jurado |
| 2013        | TVI   | A Tua Cara Não Me É Estranha 3        | Jurado |
| 2014        | TVI   | A Tua Cara Não Me É Estranha - Kids   | Jurado |
| 2016 - 2017 | TVI   | A Tua Cara Não Me É Estranha 4        | Jurado |
| 2018        | TVI   | A Tua Cara Não Me É Estranha 5        | Jurado |

## Colaborações
Colaborou com artistas como Paul McCartney, Billy Idol, The Rolling Stones, They Might Be Giants, Clinks Turner, Mike Batt, David Bowie, Cher, Grace Jones, Björk, Duran Duran, Robbie Williams, Gareth Gates, Tom Jones, Alejandro Sanz, Nina Hagen, Eros Ramazzotti, Diana Ross, João Paulo Rodrigues,Tony Banks.